# BK Žabiny Brno
El BK Žabiny Brno (nom complet: Basketbalový klub Žabiny Brno) és un club de bàsquet femení txec del barri de Žabovřesky, a Brno, a la regió de Moràvia del Sud.
Va ser fundat el 1993 amb el nom de SK Žabovřesky per l'aleshores entrenador del club, Jiří Hamza, i l'entrenador i exjugador de bàsquet txec Jan Bobrovský. Van assolir ràpidament una plaça a la Ženská basketbalová liga (Lliga femenina de bàsquet), on es va convertir en un dels clubs més reeixits de la seva història. El logotip del club és una granota, emblema basat en el nom del barri on està situat.

## Títols
Compta amb 14 títols de Lliga, 20 victòries a la Copa Txeca i un títol de la competició de clubs europea més prestigiosa, l'Eurolliga de bàsquet femení, de l'any 2006. A més, comptaven amb un rècord de 256 victòries seguides a la lliga nacional, una ratxa que es va prolongar del 7 de febrer de 1998 al 10 de febrer de 2007. Aquest rècord va ser superat posteriorment pel màxim rival de l'equip, l'USK Praha, que va aconseguir encadenar 301 victòries en 11 anys. Precisament va ser l'equip de Brno qui va aconseguir trencar-ne la ratxa en l'històric partit de play-off del 22 d'abril de 2024.
El Žabiny Brno també ha participat en diverses ocasions a l'Eurocopa, competició on es va enfrontar al Cadí La Seu l'any 2023. Després d'uns anys d'absència a la màxima competició europea, el Žabiny Brno va retornar a l'Eurolliga durant la temporada 2024-2025.

### Títols nacionals
- Lliga txeca: 14 títols. 1996 - 2008 i 2010.
- Copa Txeca: 1996-2009, 2013, 2017, 2020, 2022-2024

### Títols internacionals
- Eurolliga: 2006 (Subcampió el 2005 i 2008, 3a posició el 2001 i 2004)
- EWBL: 2022[7]
- Federální pohár: 2023,[8] 2024